# Урдовиза
Урдовиза (болг. Урдовиза) — залив в Чёрном море, в южной части болгарского поморья, неподалёку от болгарского города Китен.
Залив является местом отдыха горожан и туристов наряду с другим городским заливом — Атлиман. Залив Урдовиза находится к югу от города и имеет два пляжа: «Китен-юг» и «Кемпинг Китен».
Название Урдовиза — фракийского происхождения. На дне залива проводятся археологические подводные исследования фракийского поселения. Найдена керамика культуры Троя VII-B. Находки из залива Урдовиза экспонируются в музее города Созопол.